# Referenda na ukrajinských územích okupovaných Ruskem (2022)
Referenda na ukrajinských územích okupovaných Ruskem proběhla ve dnech 23. až 27. září 2022. Řešila připojení ukrajinských oblastí – Chersonské, Záporožské, Luhanské a Doněcké – k Rusku.

## Reakce

### Ukrajina
Ukrajinská vláda považuje referenda za nezákonná a obvinila Rusko z nátlaku na voliče. Rovněž uvedla, že se hlasování účastní voliči přivezení z Krymu.

### Mezinárodní organizace
- Generální tajemník OSN António Guterres prohlásil: „rozhodnutí pokračovat v procesu anexe Doněcké, Luhanské, Chersonské a Záporožské oblasti na Ukrajině nemá žádnou právní hodnotu a je odsouzeníhodné“.[3]
- Podle Organizace pro bezpečnost a spolupráci v Evropě jsou referenda nezákonná z pohledu ukrajinských zákonů i z pohledu mezinárodního práva.[4]

- Vysoký představitel Unie pro zahraniční věci a bezpečnostní politiku Josep Borrell prohlásil, že: „Evropská unie důrazně odsuzuje připravovaná nezákonná ‚referenda’, která jdou proti zákonným a demokraticky zvoleným ukrajinským orgánům.“[5][6]